# Средний Египет

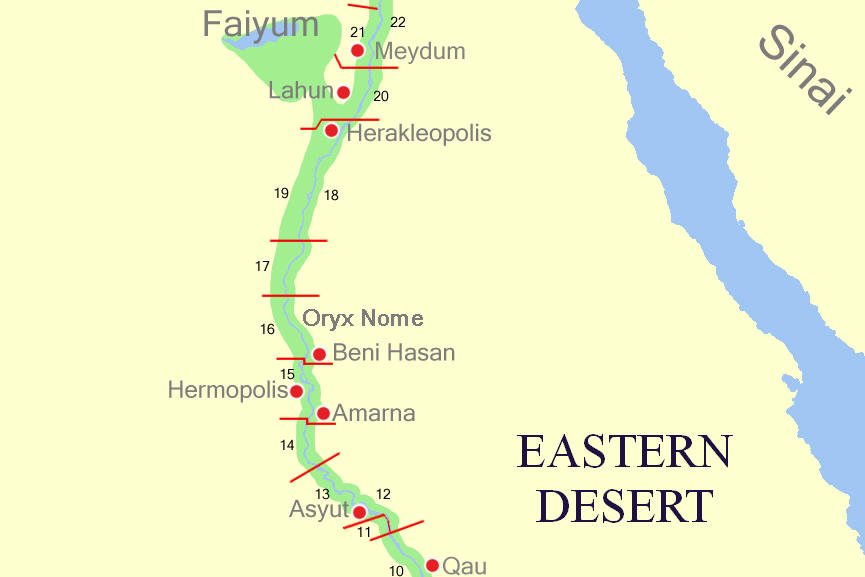
Номы Среднего Египта (на англ.)

Средний Египет (араб. مصر الوسطى‎, DMG Misr al-Wista) — современное обозначение района между Дельтой Нила и перекрёстком дорог, идущим от побережья Красного моря и Киренаики, включает долину Нила от мухафазы Каир до южной границы Эль-Минья, а также оазис Файюм. Расположен между Верхним и Нижним (Дельта Нила) Египтами и протянулся от Асьюта на юге до Мемфиса на севере.

## История
Древние египтяне резко отделяли Верхний от Нижнего Египта, Красную землю (пустыня) от Чёрной (долина Нила), не выделяя Средний Египет.
Со времён Птолемеев (306—221 годы до н. э.) существовало деление на три епистратегии: Нижний Египет (Дельта), Средний Египет (др.-греч. Ἑπταπολίς — Гептаномия, то есть «Семиномие»), Верхний Египет (Фиваида), управляемые эпистратегами, которые назначали стратегов номов.
В V веке продолжилось дробление государственного управления в Египте. Средний Египет между 386 и 395 годами выделен из провинции Августамника как провинция Аркадия. Провинция включала в себя преимущественно историческую область Гептаномиды, за исключением Гермополиса, который принадлежал Фиваиде. Вероятно, в этот период происходит увеличение числа крупных землевладений, приобретших определяющее влияние в последующие столетия.
В XIX веке Гептаномия обозначалась как разделитель Фиваиды от Дельты.

## Экономика
Средний Египет, наравне с Верхним является преимущественно аграрным регионом с отдельными ареалами промышленного развития в центральной и южной частях долины Нила. Специализируется на возделывании хлопчатника, а также зерновых и бобовых культур. Около 65 % посевов хлопка (данные на 1970-е годы) падает на Нижний Египет, 25 % — на Средний Египет и 10 % — на Верхний Египет. В Верхнем Египте высеваются сорта Дандара и Асмоуни, в Среднем — Гиза 66 и Гиза 72, в Нижнем Египте — Гиза 45, Гиза 67, Гиза 68, Гиза 69, Гиза 70 и Меноуфи. Все эти сорта выведены после Второй мировой войны за исключением Асмоуни, возделываемой свыше 110 лет и занимаемой около 7 % посевной площади.
Всё население египетской Нубии к 1987 году переселено в Средний Египет.

## Главные города
- Бени-Суэйф
- Город имени 6 октября
- Эль-Гиза
- Каир
- Файюм

## Археологические объекты
- Бени-Хасан
- Амарна (древний Ахетатон)
- Дейр-эль-Берша

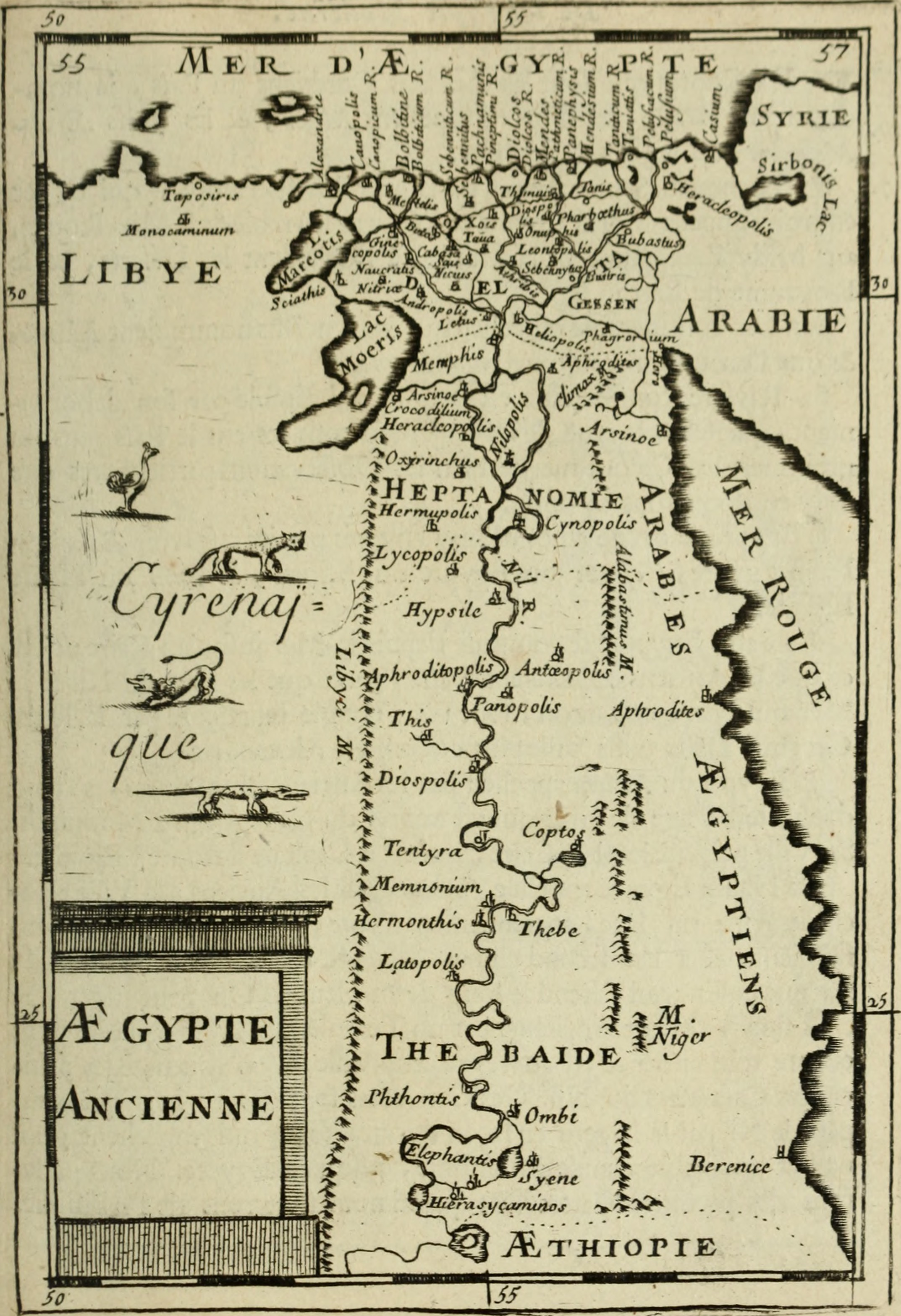
Номы Гептаномии в XVII веке

- Дейр-эль-Габрави (Асьют, Ликополис)
- Дишаса
- Эль-Ашмунейн (Гермополь)
- Эль-Бахнаса (Оксиринх)
- Анкиромполь (Tuedyoi)
- Эль-Кусия (Кусы)
- Эль-Шейх-Саид
- Эль-Шейх-Ибада (Антинополь)
- Сиририя
- Ихнасья эль-Мадина (Гераклеополь)
- Истабль-Антар (Спеос-Артемидос)
- Седмент-эль-Гебель
- Тинья-эль-Гебель (Акорис)
- Туна-эль-Гебель
- Завиет-эль-Майитин (Хенену)